# Јанко Вучинић
Јанко Вучинић (13. мај 1966 — 25. октобар 2019) био је црногорски боксер и политичар.
Вучинић је био председник Радничке партије Црне Горе. Налазио се неколико година на челу синдиката никшићке жељезаре.